# Luke Joeckel
(en) Statistiques sur pro-football-reference
Luke Edward Joeckel, né le 6 novembre 1991 à Arlington, est un joueur américain de football américain au poste d'offensive tackle.

## Enfance
Joeckel étudie à la Arlington High School et joue dans l'équipe de football américain de son lycée. Il est élu parmi les meilleurs joueurs de ligne offensive, au niveau lycéen, du Texas en 2009.
Rivals.com, à la fin de ses études au lycée, lui attribue quatre étoiles sur cinq et le classe cinquième au poste d'offensive tackle sur tout le territoire américain. Il reçoit des propositions de différentes universités notamment des Red Raiders de Texas Tech, des Crimson Tide de l'Alabama, Tigers de Louisiana State, Cornhuskers du Nebraska ainsi que des Sooners de l'Oklahoma. Il choisit d'intégrer l'université A&M du Texas, pour jouer avec les Aggies.

## Carrière

### Université
En janvier 2010, il est officiellement inscrit à l'université A&M du Texas. Pour sa première saison universitaire, il joue tous les matchs de la saison comme titulaire et fait une saison honorable, étant cité parmi un des meilleurs freshman (joueur effectuant sa première année en NCAA). Il fait trois saisons consécutives comme titulaire, et contribue grandement, en 2012, au succès du quarterback Johnny Manziel. Le 8 janvier 2013, il décide de ne pas faire sa dernière année universitaire (senior) pour s'inscrire au draft de la NFL.

### Professionnel
Lors de la off-season, le magazine Sports Illustrated classe Joeckel dans le top 10 du prochain draft. CBS Sports parie que le joueur des Aggies sera sélectionné au premier choix. Plusieurs analystes de la NFL prédisent à leur tour que Joeckel soit le premier choix de cette année. À la fin du mois de janvier, Sports Illustrated annonce sa liste de choix pour le premier tour, et prédit Joeckel au premier choix.
En mars 2013, le journaliste Pat Kirwan de CBSSports.com pense que Luke sera sélectionné au quatrième choix du premier tour, par les Eagles de Philadelphie. Une semaine avant le draft, les Chiefs de Kansas City (qui ont le premier choix lors de la draft de 2013) déclarent qu'ils choisiront un offensive tackle, pour renforcer l'attaque et protéger Alex Smith, leur nouveau quarterback. Finalement, lors de la Draft 2013, Kansas City choisit Eric Fisher et Luke Joeckel est sélectionné au deuxième choix par les Jaguars de Jacksonville.

## Palmarès
- All-State (Texas) en 2009 (niveau lycée)
- Classé #5 du classement des offensive tackle pour la promotion 2009 selon Rivals.com (niveau lycée)
- Équipe des Freshman All-American 2010 selon le Football Writers Association of America et Scout.com
- Seconde équipe de la conférence Big 12 2011
- Vainqueur du Outland Trophy 2012
- Vainqueur du Jim Parker Trophy 2012